# Josef Zmek

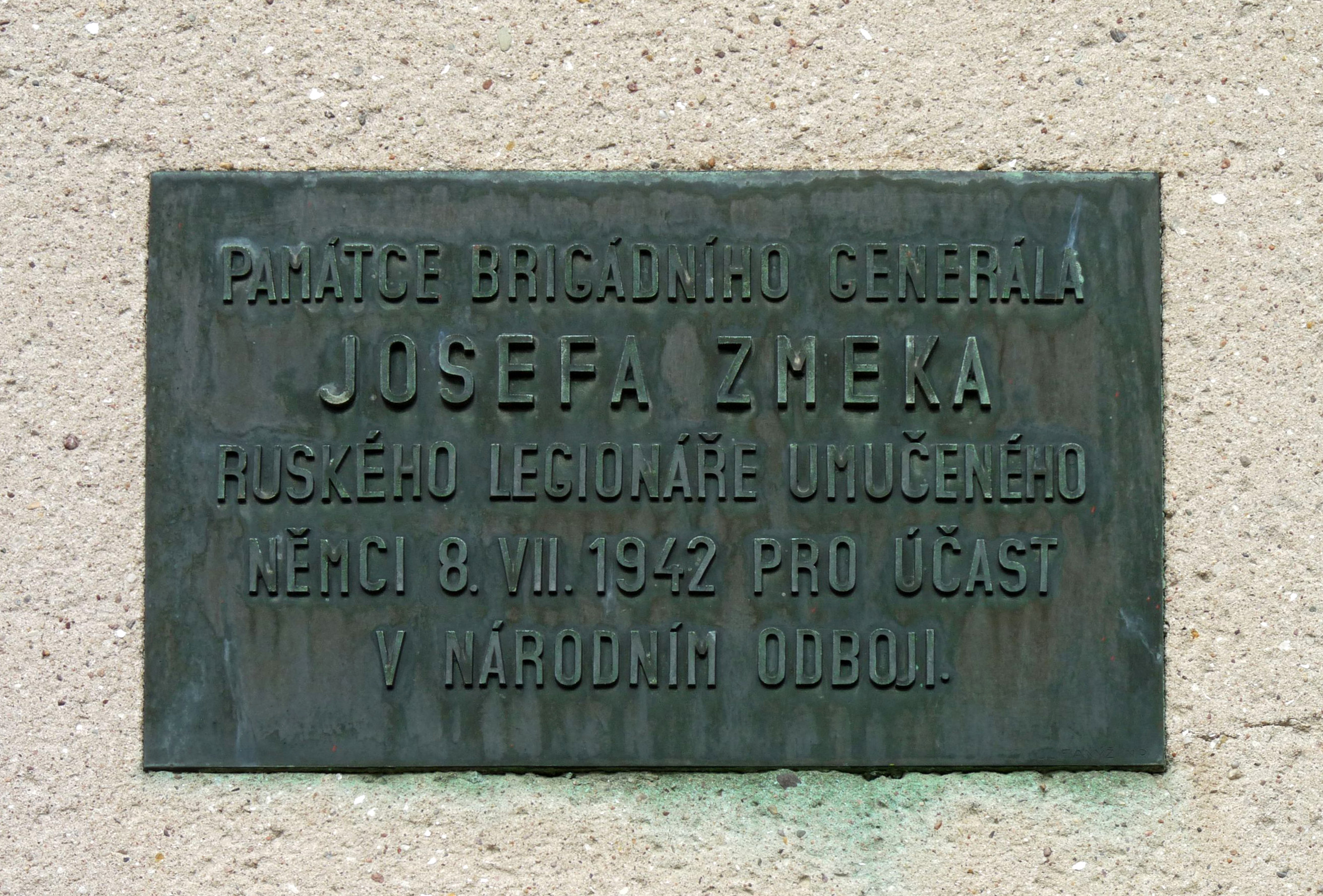
Pamětní deska na domě čp. 58 ve vsi Počátky, upomínající na brig. generála Josefa Zmeka

Divizní generál Josef Zmek (16. října 1889 Počátky – 8. července 1942 Koncentrační tábor Sachsenhausen) byl český generál a československý legionář.

## Život
Narodil se v obci Počátky jako druhorozený syn rolníka Františka Zmeka. Po ukončení měšťanské školy v nedaleké Chotěboři pokračoval v letech 1905–1909 ve studiu na české vyšší obchodní akademii v Hradci Králové, kde v červenci 1909 maturoval. Počátkem roku 1910 se stal bankovním úředníkem a této profesi se věnoval až do vypuknutí první světové války. V září 1912 byl odvodní komisí v Chotěboři odveden a následně prezentován u C. k. pěšího pluku č. 18 v Hradci Králové. Zde prodělal základní pěší výcvik a na přelomu let 1912 - 1913 i školu na výchovu důstojníků pěchoty v záloze.

### Za světové války
Koncem července 1914 byl v rámci mobilizace odveden a prezentován u náhradního praporu svého předválečného pluku v Hradci Králové a vzápětí s ním odešel jako velitel čety na východní frontu. Zde padl v červenci 1915 u Lublina do ruského zajetí a následující dva roky pobýval v několika zajateckých táborech carského Ruska. Začátkem roku 1917 se nalézal v zajateckém táboře v Rjazani, kde se v únoru přihlásil do čs. legií. V polovině července téhož roku byl Josef Zmek prezentován u 5. čs. střeleckého pluku v Borispolu, kde absolvoval dvouměsíční důstojnickou školu a následně byl jako velitel čety přidělen k 7. čs. střeleckému pluku v Berezani. U tohoto útvaru pak konal službu až do konce srpna 1918, vyjma období od října 1917 do ledna 1918, kdy působil coby emisar pro nábor dobrovolců do čs. legií v zajateckých táborech Permské gubernie. V březnu 1918 se spolu se svým plukem nejprve zúčastnil bitvy u Bachmače a po vypuknutí konfliktu s bolševiky i všech důležitých bojů od Mariinska až po Čitu. Koncem srpna 1918 byl ustanoven velitelem 11. čs. střeleckého pluku, s nímž od září do konce listopadu 1918 bojoval proti bolševikům na Samarské frontě. Na přelomu května a června 1919 pak bojoval na řece Maně a v lednu a únoru 1920 během ústupových bojů 3. čs. střelecké divize na sibiřské magistrále. V polovině února 1920 onemocněl skvrnitým tyfem a následující dva měsíce strávil v lazaretu. V červnu 1920 odplul z Vladivostoku a 1.8.1920 se vrátil zpět do vlasti v hodnosti majora ruských legií.

### V nově vzniklé republice
Po repatriační dovolené nastoupil opět službu u pluku 11 do Písku, v mezidobí absolvoval od října 1920 do července 1921 III. kurs Školy generálního štábu v Praze a od listopadu 1921 do srpna 1922 rovněž II. ročník pražské Válečné školy. Od konce října 1922 do poloviny dubna 1928 velel Josef Zmek pěšímu pluku 12 v Komárně, již v hodnosti plukovníka a následně byl převelen do Olomouce k pěšímu pluku 27. Zde působil následující čtyři a půl roku, až do poloviny října 1932, kdy byl ustanoven velitelem 8. pěší brigády ve Vysokém Mýtě. V lednu 1934 byl Josef Zmek povýšen do hodnosti brigádního generála. Koncem října téhož roku byl dislokován do Prahy na Ministerstvo národní obrany a zde setrval až do poloviny října 1937, kdy Prahu opustil a zamířil do Kroměříže, kde převzal funkci velitele 14. divize. Tu vykonával i za branné pohotovosti státu na podzim 1938.

### V okupovaném Československu
Po okupaci Československa a rozpuštění armády pracoval jako úředník sanatoria pro duševně choré v Kroměříži, a zde se také zapojil do odboje v řadách Obrany národa a stanul i v čele jejího krajského velitelství. Dne 7. března 1940 byl zatčen a až později vyšlo najevo, že obvinění a vyšetřování nebylo iniciováno ilegální prací v Obraně národa, ale byl obviněn a vyšetřován v souvislostí s jeho činností v československých legiích za první světové války. Zpočátku byl držen v Brně, odkud byl odvezen 26. března 1940 do věznice v Lignitz a odtud putoval koncem října 1940 do koncentračního tábora Sachsenhausen, kde přišel ve středu 8. července 1942 o život.
Po osvobození byly jeho odbojové zásluhy oceněny udělením Československého válečného kříže 1939 a povýšením do hodnosti divizního generála in memoriam.

## Vyznamenání
- Řád sv. Stanislava, II. třída s meči, 1918 (Rusko)
- Československý válečný kříž 1914–1918, 1919
- Řád sokola, s meči, 1919
- Military Gross,[3] 1919 (Spojené království)
- Válečný kříž 1914–1918, 1920 (Francie)
- Československá revoluční medaile, 1920
- Croce al Merito di Guerra,[4] 1921 (Italské království)
- Československá medaile Vítězství, 1921
- Řád medvědobijce,[5] II. třída 1924 (Lotyšská republika)
- Československý válečný kříž 1939, 1945 in memoriam